# Dorcadion nobile
Dorcadion nobile là một loài bọ cánh cứng trong họ Cerambycidae.